# ФК „Интер“
ФК „Интернационале Милано“ (на италиански: FC Internazionale Milano), по-известен като „Интер“, е италиански футболен клуб, основан на 9 март 1908 г. в град Милано, регион Ломбардия, състезаващ се в най-елитната италианска дивизия Серия А.
Интер е от малкото отбори с квинтупъл - 5 трофея. Това се случва през 2010 г.
Прозвището на отбора е „черно-сините“ или „нерадзурите“ (I Nerazzurri), каквито са и райетата на фланелките, а за негов символ е избрана змията, която е част от емблемата на Милано. Други негови прозвища са „Възлюблената“ (La Beneamata, Ла Бенеамàта) и „Змията“ (Il Biscione, Ил Бишòне).
„Интер“ играе своите домакински мачове на стадион „Джузепе Меаца“, известен също като „Сан Сиро“. Тренировките на клуба се провеждат в Спортен център „Сунинг в памент на Анджело Морати“ (Centro Sportivo Suning in memoria di Angelo Moratti), по-известен като „Ла Пинетина“ (La Pinetina), намиращ се в град Апиано Джентиле в провинция Комо.
„Интер“ е единственият италиански отбор, който никога не е изпадал в по-долна дивизия и печелил требъл за един сезон (шампион и носител на Копа Италия, спечелил и Шампионската лига), а за изиграните сезони на витрината на клуба присъстват общо 20 скудети, 9 Купи на Италия, 8 Суперкупи на страната, 3 Купи на УЕФА, 3 Купи на европейските шампиони и 3 Междуконтинентални купи. С тези 46 трофея „Интер“ е третият най-успешен италиански клуб след „Ювентус“ и „Милан“.
„Интер“ е отборът с най-стария съществуващ фен клуб в Италия, а от направено проучване, публикувано на 30 август 2008 г. във вестник „Ла Република“, става ясно, че той е на второ място по брой привърженици в страната (14%) веднага след „Ювентус“, а статистиката от 2010 г. нарежда тима на 6-о място в Европа.
Според доклад на „Делойт“ през 2013 г. „Интер“ заема 12-о място в европейската клубна листа, като приходите на клуба възлизат на 185,9 млн. евро.
Интер е член на Европейската клубна асоциация, която представлява интересите на водещите европейски клубове.

## Кратка история

### Основаване и първи години (1908 – 1960)
| „                               | Ще се роди тук, в миланския ресторант „Часовника“, мястото за среща на артисти и ще бъде завинаги отбор с голям талант. Тази прекрасна нощ ще даде цветовете на нашата емблема: черното и синьото на фон, осеян със златни звезди. Ще се нарича Интернационале, защото всички сме братя на Света. | “ |
| Джорджо Муджани, 9 март 1908 г. | |   |

ФК „Интернационале Милано“ е основан в навечерието на 9 март 1908 г. в миланския ресторант „Часовника“ (L'Orologio) от 43 дисиденти на „Милан“, водени от Джорджо Муджани, като причина за тяхното недоволство и напускане става забраната, наложена в отбора, да не се допускат в игра чуждестранни футболисти, въпреки че те са гръбнакът на самия тим. Наименованието „Интернационале“ идва от желанието и основната идея на учредителите хората да не се разграничават по националност. Емблемата и цветовете на „Интер“ са избрани от Муджани: черно и синьо, от където идва и прозвището им „черно-сините“ (Nerazzurri). Пръв президент на клуба става Джовани Парамитиоти, а първият капитан е швейцарецът Ернст Марктъл.
През 1909/10 под ръководството на президента Карло Де Медичи „Интер“ печели първото в историята си скудето, като капитан и треньор на отбора е Вирджилио Фосати. Последвалите сезони се оказват много разочароващи, като „нерадзурите“ много рядко се преборват с конкуренцията в областната група на Ломбардия. През сезон 1914/15 шампионатът в Италия е прекъснат поради Първата световна война, а футболът в страната е забранен чак до 1919 г.
Първата титла след подновяването на първенството през сезон 1919/20 отново е за „Интер“ – точно десет години след спечелването на първото скудето. Съдбата като че ли се повтаря и следва още едно десетилетие, в което „черно-сините“ се представят изключително посредствено. В края на шампионата през 1922 г. „Интер“ дори се намира на последното място в своята група и е сигурен изпадащ, но поради т.нар. „Компромис Коломбо“, относно сливането на двете футболни федерации в Италия (ИФК и ИФФ) и след победа над „Либертас Флоренция“, „нерадзурите“ си осигуряват място в първата дивизия за предстоящия сезон през 1923 г.
Под натиска на фашисткото управление в Италия през 1928 г. „Интер“ е принуден да се слее с отбора на „Миланезе“ и да промени наименованието си на „Амброзиана“, което по-късно става „Амброзиана-Интер“. Така с новото име още на следващата година през сезон 1929/30, който се явява първият официален на Серия А, „Интер“ печели третата си национална титла. Със своите 31 попадения в дебютния си за Серия А сезон 19-годишният Джузепе Меаца е коронясан за голмайстор на турнира – рекорд, който е неподобрен. След известна доминация на „Ювентус“ в първенството „Интер“ печели четвъртото в историята си скудето през сезон 1937/38, а Меаца вече за трети път е голмайстор на турнира (както и през 1936 г.), а малко по-късно същата година, за втори пореден път (вече като капитан) печели Световната купа с отбора на Италия. През 1939 г. „Амброзиана-Интер“ завоюва първата си Копа Италия, а на следващата година идва ред и на петото скудето. Осем дни след този триумф Италия обявява война на Франция. През 1942 г. президент на клуба става Карло Масерони, който през 1945 г. възвръща първоначалното име на отбора – „Интер“.
Изминават тринадесет дълги години до следващото скудето на „Интер“. През 1952 г. треньор на клуба е Алфредо Фони, който практикува т.нар. тактика „Катеначо“ – неатрактивен и дефанзивен стил на игра, но за сметка на това много ефикасен. Именно така с перфектната защита „Интер“ завоюва шестото си скудето през 1953 г. Въпреки постигнатия успех Фони е остро критикуван за дефанзивната игра на отбора, затова той решава да въведе нов по-атрактивен и офанзивен модел на игра през следващия сезон. Резултатът е впечатляващ: воден от Ленарт Скоглунд, Ищван Ниерш, Бенито Лоренци и Джино Армано, „Интер“ формира страхотно нападение през 1954 г., а срещите с основните конкуренти за титлата са повече от красноречиви: „Интер“ – „Милан“ 3:0 (хеттрик на Ниерш), „Интер“ – „Ювентус“ 6:0. Напълно закономерно за втора поредна година „Интер“ е шампион на Италия – за седми път общо.

### „Великият Интер“ (1960 – 1968)
През 1955 г. клубът е закупен от Анджело Морати. След няколко години преустройство на отбора, в които редица играчи и треньори се сменят без особен успех, в Милано пристига Еленио Ерера. „Магьосникът“, както става известен последствие, е треньорът с най-колосалния принос за отбора на „Интер“. Под негово ръководство изгряват „бижутата“ на черно-синята школа – Джачинто Факети и Сандро Мацола, като със своите виждания за играта успява да ги превърне в едни от най-уникалните и универсални играчи през 60-те години. „Интер“ на Ерера е наричан Великият Интер (единственият друг отбор, наричан „Велик“, е този на Торино през 50-те години). Три скудети – през 1963, 1965 и 1966 г. (общо десето за клуба, което дава право на Златната звезда), две поредни купи на Европейските шампиони и две поредни Междуконтинентални купи – през 1964 и 1965 г. – това са трофеите, които Ерера донася на „Интер“ за осемте си сезона начело на отбора, а като се добавят и трите втори места в Серия А и злощастно загубения финал за КЕШ през 1967 г., се придобива ясна представа за доминацията на „Интер“ през 60-те години. Със спечелването на Серия А, КЕШ и Междуконтиненталната купа през 1965 г. „Интер“ става първият италиански отбор направил „требъл“.

### Период след Еленио Ерера (1968 – 1990)
След напускането на Морати и Ерера „Интер“ печели скудетото през 1971 г. под ръководството на Джовани Инверници, който поема отбора по средата на сезона (единственият отбор, триумфирал с титлата в Италия по този начин), а Роберто Бонинсеня получава голмайсторския приз. Когато начело на тима застава треньорът Еудженио Берселини, за втори път след 39-годишна пауза „нерадзурите“ отново печелят Копа Италия през 1978 г., а през 1982 г. – и за трети. Берселини донася и 12-ото скудето на „Интер“ през скандалната 1980 г.
През 1989 г. треньор на клуба е Джовани Трапатони, който печели скудето №13 в историята на „Интер“, известно като „Скудетото на рекордите“. През този сезон Алдо Серена става голмайстор със своите 22 попадения, а в първенството, където се присъждат по 2 точки за победа, „Интер“ събира актив от 58 точки – постижение, което никой друг отбор не е достигал. През ноември същата година „черно-сините“ надделяват над „Сампдория“ с 2:0 и поставят първата Суперкупа на Италия на своята витрина.

### Непостоянство (1990 – 2004)
През 90-те години „Интер“ не успява да се пребори с конкуренцията за първото място в Серия А и единствените титли, които печели, са трите купи от турнира на УЕФА – през 1991, 1994 и 1998 г., което също е рекорд, поделен обаче с отборите на „Ювентус“, „Ливърпул“ и „Севиля“.
Президент на клуба през януари 1995 г. става Масимо Морати, който е син на патрона на „Великият Интер“ Анджело Морати. Първият футболист, който Морати купува, след като встъпва в длъжност, е аржентинецът Хавиер Санети, който след близо 20 години вярност на клуба става символ на управлението на Масимо.
По-късно Морати се превръща в мишена на феновете, особено след като уволнява много обичания треньор Луиджи Симони след само няколко мача от сезон 1998/99, след като току-що е получил наградата за Италиански мениджър на годината за 1998 г., ден преди да бъде освободен. През този сезон „Интер“ не успява да се класира за европейските турнири за първи път от почти десет години, завършвайки на осмо място.
На следващия сезон Морати назначава бившия мениджър на „Ювентус“ Марчело Липи и подписва с играчи като Анджело Перуци и Лоран Блан заедно с други бивши играчи на „Ювентус“ – Кристиан Виери и Владимир Югович. Отборът се доближава до първия си трофей от 1989 г., когато стига до финала на Копа Италия, където обаче е победен от „Лацио“.
През следващия сезон „Интер“ впечатлява преди мача за Суперкупата на Италия срещу „Лацио“ и подписва с Роби Кийн и Хакан Шюкюр, но губи с 3:4. Те са елиминирани и в предварителния кръг на Шампионската лига от шведския клуб „Хелзинборг“, а Алваро Рекоба пропуска дузпа. Липи е уволнен след само един мач от новия сезон, който е поражение в Серия А от „Реджина“. Марко Тардели е избран да замени Липи, но не успява да подобри резултатите и е запомнен от феновете на „Интер“ като треньорът, който губи с 0:6 в дербито на Милано през сезон 2000/01. Другите членове на „семейството“ на „Интер“, които понасят удари през този период, са Виери и Фабио Канаваро, които имат ресторанти в Милано и са изпочупени след загубата от „росонерите“.
През 2002 г., не само че „Интер“ успява да стигне до полуфиналите на Купата на УЕФА, но и е на 45 минути от „скудетото“, когато трябва да запази преднината си с един гол срещу „Лацио“. „Интер“ води с 2:1 след само 24 минути. „Лацио“ изравнява по време на първото полувреме и след това вкарва още два гола през второто, за да затвърди победата си, която в крайна сметка носи титлата на „Ювентус“. През следващия сезон „Интер“ завършва втори в Серия А и успява да стигне и до полуфиналите на Шампионската лига 2002/03 срещу „Милан“, отпадайки заради правилото за голове на чужд терен.

### Възраждане (2004 – 2008)
След поредица разочароващи сезони, както на местно, така и на европейско ниво (като изключим Купата на УЕФА през 1998 г.), на 1 юли 2004 г. за треньор на отбора Морати назначава Роберто Манчини. Манчо печели с „Интер“ две Купи на Италия, две Суперкупи и по-важните три скудети. През 2006 г. Италия е разтресена от скандала „Калчополи“ – редица клубове от Серия А, сред които шампионът „Ювентус“ и вицешампионът „Милан“, са уличени в корупция и в продаване на мачове. На всички доказано виновни отбори са наложени наказания от Италианската футболна федерация: на „Милан“ са отнети 8 точки, а „Ювентус“ е изхвърлен в Серия Б (за пръв път в неговата история) и им е отнета титлата на настоящ шампион. ИФФ решава, че скудетото за 2006 г. трябва да отиде при отбора с най-висок точков актив след наложените наказания, а това е тимът на „Интер“, който допреди това заема третата позиция в класирането. През 2007 г. „Интер“ завоюва ново „рекордно скудето“, като записва 17 поредни успеха и допуска само едно поражение през целия сезон (от отбора на „Рома“) – това е първият официално спечелен шампионат на терена след този от 1989 г.
„Интер“ стартира сезон 2007/08 с цел спечелване както на Серия А, така и на Шампионската лига. Отборът започва добре в калчото, заставайки начело от първия кръг и успява да се класира за елиминациите на Шампионската лига. Но късният колапс, който води до поражение с 0:2 с десет души от „Ливърпул“ на 19 февруари в Шампионската лига, поставя под въпрос бъдещето на Роберто Манчини в „Интер“, а вътрешната форма спада рязко, след като отборът не успява да спечели в трите следващи кръга. След като е отстранен от „Ливърпул“ в Шампионската лига, Манчини обявява намерението си да напусне отбора, но въпреки това променя решението си на следващия ден. В последния ден от сезон 2007/08 „Интер“ гостува на „Парма“, когато два гола на Златан Ибрахимович затвърждават третата поредна титла. Манчини обаче е уволнен скоро след обявяването си за напускане на клуба.

### Моуриньо и требъл (2008 – 2010)
Годината на юбилея („Сто години „Интер“) е и годината, в която идва поредното скудето – №16. През 2008 г. за треньор на клуба е назначен португалецът Жозе Моуриньо, който още с дебютния си сезон начело на „Интер“ донася четвъртата Суперкупа на Италия, а в края на сезона печели четвъртото поредно и общо седменадесето „черно-синьо“ скудето. Следва нов грандиозен успех, като през 2010 г. „Интер“ печели титлата на Италия, Копа Италия и Шампионската лига (побеждавайки на финала „Байерн Мюнхен“ с 2:0), ставайки по този начин първият италиански отбор направил т.нар. „Златен Требъл“. Тогава става ясно, че Моуриньо е приел да води испанския Реал Мадрид, а за нов треньор на „Интер“ е посочен Рафаел Бенитес. На 21 август 2010 г. „черно-сините“ побеждават „Рома“ с 3:1 и печелят Суперкупата на Италия – 4-ти трофей за годината. През декември същата година следва победата с 3:0 над „Мазембе“, която донася Световната клубна купа. Единствените отбори, постигали това, са „Ливърпул“, „Ал Ахли“ и „Барселона“.

### Упадък и смяна на собствеността (2010 – 2016)
На 23 декември 2010 г. поради слаби резултати в първенството Бенитес е уволнен, а за негов заместник е посочен Леонардо. Той започва изключително добре и дори поставя рекорд – 33 точки от 13 мача. В Шампионската лига „Интер“ прави запомнящ се обрат срещу „Байерн Мюнхен“, но силите стигат до четвъртфинал. В първенството амбициите за титла също са попарени след няколко загуби и на 18 юни 2011 г. Леонардо напуска клуба. Под негово ръководство е спечелена Копа Италия.
На 1 август 2012 г. Морати продава миноритарните интереси на „Интер“ на китайски консорциум, воден от Кенет Хуанг. На същия ден „Интер“ обявява, че е сключено споразумение с China Railway Construction Corporation Limited за строеж на нов стадион.
Начело на отбора застават последователно Джан Пиеро Гасперини, Клаудио Раниери, Андреа Страмачони, но без никакъв успех. На 24 май 2013 г. за треньор е обявен Валтер Мадзари, а на 15 октомври индонезиецът Ерик Тохир купува 70% от акциите на клуба.
По време на епохата на Тохир клубът основно се рефинансира от модела на „шугър деди“, за да запази собствения си бизнес модел, като клубът все още нарушава правилата за финансовия феърплей на УЕФА през 2015 г. Роберто Манчини също се завръща като треньор на 14 ноември 2014 г.

### Сунинг груп (2016 – 2024)
На 6 юни 2016 г. Suning Holdings Group (чрез дъщерната фирма в Люксембург Great Horizon S.á r.l.), собственост на Жан Жиндон – съосновател и председател на Suning Commerce Group, закупува мажоритарния дял на „Интер“ от консорциума Thohir International Sports Capital SpA и от семейство Морати от Internazionale Holding Srl. Според официалния си блог цената е около 270 млн. евро, включително и увеличение на капитала на „Интер“ в Милано. Според данните от „Интер“ увеличението на капитала е 142 млн. евро.
Първият сезон под новата управа обаче започва с лошо представяне в приятелските мачове. На 8 август 2016 г. Роберто Манчини е освободен по взаимно съгласие. Той е заменен от Франк де Бур, който е уволнен на 1 ноември 2016 г. До месец май 2017 г. на негово място е назначен Стефано Пиоли, който също е уволнен, след като „Интер“ не се класира за европейските турнири. На 9 юни е назначен бившият треньор на „Рома“ Лучано Спалети, който подписва договор за 2 години. 11 месеца по-късно той извежда отбора до място в Шампионската лига след 7 години отсъствие. Това се случва след победа като гост с 3:2 над „Лацио“ в последния кръг от сезон 2017/18 на Серия А.
На 26 октомври 2018 г. Стивън Жанг – син на собственика на Сунинг, е представен като новия президент на „Интер“. На 25 януари 2019 г. клубът официално обявява, че LionRock Capital от Хонг Конг е постигнал споразумение с International Sports Capital HK Limited, за да придобие 31,05% от акциите в Интер и да стане новият миноритарен акционер на клуба. След сезон 2018/19 в Серия А, въпреки че Интер завършва четвърти, Лучано Спалети е уволнен.
На 31 май 2019 г. Интер назначава бившия треньор на Ювентус и Италия Антонио Конте, който подписва тригодишен договор. През септември 2019 г. Стивън Жанг е избран в борда на Европейската клубна асоциация. През сезон 2019/20 Интер завършва втори, след като печели с 2:0 срещу Аталанта в последния кръг. Също така стига до финала на Лига Европа, където губи с 2:3 от Севиля. След равенството на Аталанта срещу Сасуоло на 2 май 2021 г., Интер официално става шампион за първи път след 2010 г., слагайки край на серията от девет поредни титли на Ювентус. Въпреки това, Конте напуска клуба по взаимно съгласие на 26 май 2021 г. Съобщава се, че напускането му се дължи на несъгласия с президента Жанг относно трансферите на важни играчи. През юни 2021 г. Симоне Индзаги е назначен за заместник на Конте. През май 2021 г. американският инвестиционен фонд Oaktree Capital отпуска на Интер 336 милиона долара за покриване на загубите, понесени по време на пандемията от COVID-19. На 22 юни 2021 г. Карло Котарели стартира акционерното участие на феновете на клуба с проекта InterSpac. На 8 август 2021 г. Ромелу Лукаку е продаден на Челси за 115 милиона евро, което става най-скъпият изходящ трансфер на италиански футболен клуб някога.
На 12 януари 2022 г. Интер печели Суперкупата на Италия, побеждавайки Ювентус с 2:1. След като допуска гол, Интер изравнява с дузпа, реализирана от Лаутаро Мартинес и мачът завършва 1:1 в редовното време. В последната секунда на продълженията Алексис Санчес отбелязва победния гол след грешка в защитата, давайки на Интер първия трофей за сезона, също и първия трофей на Симоне Индзаги като треньор на Интер. На 11 май 2022 г. Интер печели Купата на Италия, побеждавайки Ювентус с 4:2 на „Стадио Олимпико“. След като редовното време завършва 2:2, като Николо Барела и Хакан Чалханоглу отбелязват головете за Интер, попадение на Иван Перишич в продълженията носи победата на Интер и втората купа за сезона. Кампанията в Серия А 2021/22 носи на Интер второ място, като е с най-резултатното нападение с 84 гола. На 18 януари 2023 г. Интер печели Суперкупата на Италия, побеждавайки Милан с 3:0 на международния стадион „Крал Фахд“ в Саудитска Арабия, благодарение на голове на Федерико Димарко, Един Джеко и Лаутаро Мартинес.
На 16 май 2023 г. Интер печели срещу Милан в полуфиналите на Шампионската лига и се класира за финала за първи път от 2010 г. насам. Интер губи на олимпийския стадион „Ататюрк“ в Истанбул с 0:1 от Манчестър Сити след гол на Родри през второто полувреме.
На 22 април 2024 г. Интер осигурява своята 20-а титла в Серия А, като побеждава Милан с 2:1 на „Джузепе Меаца“.
На 22 май 2024 г. Oaktree Capital Management придобива собствеността върху Интер след като Suning Holdings Group не успява да изплати дълга от 395 милиона евро (428 милиона долара). Това развитие е потвърдено от Oaktree в изявление по имейл.

## Цветове и символи
Създателят на емблемата на „Интер“ е художникът футурист Джорджо Муджани. Цветовете на емблемата се състоят от синя и черна окръжности (олицетворяващи небето и нощта), а абревиатурата FCIM е изписана в бяло на златист фон. Оттогава-насам емблемата претърпява дванадесет промени. Муджани също така избира черно-сините цветове на фланелките. През 1928 г., под натиска на фашисткото управление в Италия, наименованието на клуба е променено заедно с цветовете на екипите и емблемата – „Интер“ се обединява с „Миланезе“ и заедно стават „Амброзиана“ (до 1943 г.), а фланелките са заменени с чисто бели, пресечени с червен кръст и маркирани с фашистки символ. Наименованието на клуба е в чест на църковния патрон на Милано – Св. Амвросий Медиолански, а екипите олицетворяват флага на самия град. Емблемата от своя страна вече се състои от синя окръжност в средата, на която е изрисуван фашистки символ, а вляво и дясно са разположени съответно змия и червен кръст – гербът на град Милано. През следващия сезон вертикалните черно-сини райета отново стават титулярни за клуба, като в лявата част на фланелките (областта на сърцето) е поставена кръгла емблема в шахматно каре, която символизира участието на „Миланезе“. Тъй като „Амброзиана“ печели шампионата в Италия и в лявата част на екипите задължително трябва да се зашие скудетото, се налага цветовете на „Миланезе“ да се преместят около яките на фланелките. Със спечелването на десетия в историята си италиански шампионат през 1965/66 „Интер“ печели и своята първа „Златна звезда за спортни заслуги“, която е добавена към емблемата и екипите.
По случай стогодишния юбилей на клуба през 2007/08 емблемата от създаването на клуба от 1908 г. е възстановена, а за втори екип на отбора са върнати униформите на „Амброзиана“ – бели фланелки, пресечени с червен кръст, като в средата на мястото на фашисткия символ е изобразено скудетото.
- 1908 – 1928
- 1963 – 1979
- 1998 – 2007
- 2007 – 2014
- 2014 – 2021
- 2021 –

### Химн
Официалният химн на клуба се казва „Има само „Интер“ (C'è solo l'Inter). Издаден е през 2002 г. в изпълнение на италианския певец Елио и е посветен на починалия през 2001 г. дългогодишен вицепрезидент и адвокат на клуба Джузепе Приско. Предишният химн на „Интер“ от 1984 г. е озаглавен „Черно-синьо сърце“ (Cuore Nerazzurro) и е в изпълнение на италианската група „Хамелеоните“ (I Camaleonti).
През 2003 г. излиза песента „Лудият „Интер“ (Pazza Inter), която е в изпълнение на самите футболисти от отбора. Към песента има и видеоклип, който представя един обикновен ден в тренировъчния център на клуба. През 2007 г. по случай празнуването на титлата в Италия излиза нова версия на същата песен, отново в изпълнение на играчите.

## Стадион
„Интер“ играе своите домакински мачове на стадион „Джузепе Меаца“, известен още като „Сан Сиро“. Според категоризацията на УЕФА стадионът е оценен с пет звезди. Джузепе Меаца е футболист, играл в „Интер“ през 30-те години, както и в „Милан“, но за кратко. Със своя колосален принос за „Интер“ Джузепе Меаца е една от най-уважаваните легенди в историята на клуба и в италианския футбол изобщо. В знак на почит на негово име е кръстен един от най-известните футболни стадиони в света. Стадион „Джузепе Меаца“ е с капацитет 80 018 места. На него освен „Интер“ домакинските си мачове играе и отборът на „Милан“.
Първото игрище, на което „Интер“ провежда своите мачове, се намира в югозападната част на Милано с адрес Рипа Тичинезе 113. Тъй като наблизо минава каналът Навилио Гранде, винаги когато се е провеждала футболна среща, е имало човек с лодка, който да вади топката, в случай че попадне във водата. От 1913 г. се използва игрището на ул. „Голдони“ 61 (Campo Goldoni), като през 1928 г. то взима името на загиналия в Първата световна война капитан на „Интер“ Вирджилио Фосати и става Campo Virgilio Fossati. След срутването на трибуната на ул. „Голдони“ през 1930 г. „Интер“ започва да играе мачовете си на Градската арена „Джани Брера“ (Arena Civica Gianni Brera, Арена Чивика „Джани Брера“, накратко „Арена“) до 1947 г. От октомври 1941 г. до юни 1945 г. „Интер“ трябва да сподели Арената с другия отбор на Милано – „Милан“; по време на Втората световна война стадион „Сан Сиро“ е трудно достъпен за феновете поради недостига на електричество, което е от съществено значение за движението на трамваите, които карат зрителите до спортното съоръжение.
През 1947 г. „Интер“ се премества за постоянно на Сан Сиро, наречен така по името на квартала, в който се намира. Строежът на стадион „Сан Сиро“ започва през 1925 г. по поръчка на Пиеро Пирели – тогавашен президент на „Милан“. Официално стадионът е открит на 19 септември 1926 г. с мач между „Интер“ и „Милан“, завършил 6:3 за „нерадзурите“. Първоначалният капацитет е 35 хил. души, но е увеличен до 50 хил. след разширителните работи между 1954 и 1955 г. с изграждането на второ ниво трибуни, достъпни през рампите. През 1990 г., по повод Световната купа, е решено да се създаде трети зрителски пръстен, с който капацитетът става 85 700 места (по-късно намален до сегашните 80 018). От 1980 г. стадионът носи името на италианската легенда Джузепе Меаца – нападател между 1930 и 1940 г. както за „Интер“, така и за „Милан“.

### Тренировъчен център
Първите тренировъчни игрища, използвани от „Интер“, са тези на Военновъздушните сили на миланското изкуствено езеро „Идроскало“ (Idroscalo di Milano) и историческата Арена на Милано (Arena Civica Gianni Brera).
От 1962 г. тренировките на клуба се провеждат в Спортен център „Анджело Морати“ (Centro Sportivo Angelo Moratti), от 20 декември 2016 г. Спортен център „Сунинг в памент на Анджело Морати“ (Centro Sportivo Suning in memoria di Angelo Moratti), по-известен като „Ла Пинетина“ (La Pinetina), намиращ се в град Апиано Джентиле в провинция Комо. Съставен е от три игрища с по-малки размери, едното от които е закрито – за лоши метеорологични условия. В комплекса има още плувен басейн, два фитнес центъра, два медицински възела, три съблекални и два склада. В хотела има зали за игри, технически съвещания и пресконференции. През лятото на 2019 г. започва модернизаццията на спортния център: през юли 2020 г. е открит новият клубен дом, в която се помещават стаите на играчите от първия отбор и други помещения, предоставени на персонала и ръководството.

## Фенове
От направено проучване, публикувано на 30 август 2008 г. във вестник „Ла Република“, става ясно, че „Интер“ е на второ място по брой привърженици в Италия.
Концепцията за организиране на привържениците в Милано идва от Еленио Ерера през 60-те години по времето на „Великият Интер“. Най-старата група привърженици в Италия са интеристите от Boys-San. „Северната част“ (Curva Nord, „Курва Норд“) на стадио „Джузепе Меаца“ е мястото, което черно-сините ултраси заемат при домакинските мачове на „Интер“. Там те се разпределят в съответните групировки, на които са членове: Boys San 1969, Bulldogs 1988, Brianza Alcoolica 1985 и Milano Nerazzurra. Първите групировки, създадени да поддържат и окуражават „Интер“, са Moschettieri и Aficionados точно по времето на „Великият Интер“, но най-старата, която се е запазила, е тази на основаните през 1966 г. Boys-San.

### Интер България
Считано от 2009 г., привържениците на „Интер“ в България имат своя фен клуб. На 19 април 2009 г. двадесет души учредяват сдружение с нестопанска цел „Клуб на привържениците на ФК „Интернационале Милано“ в България“. През август 2010 г. сдружението, след като премина през съответната процедура, придобива статус на официален фен клуб, променя името си на „Интер Клуб България“ и е част от голямото семейство на „Интер Клуб“ – организация, неразделна част от самия ФК „Интернационале Милано“, която отговаря и се занимава с менажирането на проявите на привържениците на отбора.

### Известни личности
Сред световноизвестните личности – почитатели на „Интер“ са най-успешният състезател по мотоциклетизъм в света – Валентино Роси, успешният италиански моден дизайнер Джорджо Армани, тенорът Андреа Бочели, италианския певец, композитор и актьор Адриано Челентано, италианската актриса Моника Белучи, DJ BoBo, Донатела Версаче, бразилските топ модели Адриана Лима и Жизел Бюндхен, първият източнотиморски президент Шанана Гушмау, астронавтът Паоло Несполи, тенисистките Франческа Скиавоне и Флавия Пенета. По време на лятната подготовка на отбора през 2009 г., проведена в САЩ, американската актриса Алиса Милано също публично изразява любовта си към „Интер“, а през 2011 г., същото прави и президентът на Монголия.

### Съперничества и приятелства
„Интер“ има няколко основни съперника, като негов заклет враг е отборът на АК „Милан“. Спорът между двата отбора е разгорещен с отцепването на „Интер“ от „Милан“. „Интер“ е считан за клуба на буржозията (средната класа), докато „Милан“ е отборът на работническата класа, като е бил и все още е подкрепян най-много от мигрантите от Южна Италия. Мачът между двата отбора е известен по света като „Дербито на Милано“ (Derby di Milano) или както го наричат още в Италия – „Дербито на Дева Мария“ (Derby della Madonnina).
Другият голям съперник на „Интер“ е „Ювентус“ – другият клуб, който никога не е изпадал от „Серия А“, но се променя след скандала за уреждането на мачове „Калчополи“ през 2006 г. и „Ювентус“ е изпратен в „Серия Б“. Мачовете с „Ювентус“ са наричани от италианската преса „Великото дерби на Италия“ (Derby d’Italia), тъй като допреди скандала това е единствената среща, която винаги се е провеждала във всички издания на „Серия А“, както и че именно това са първите два отбора с фен клубове в Италия и отборите с най-много победи и отбелязани голове в калчото.
Сред привържениците на различните отбори освен спортна злоба съществува и приятелство. В такива взаимоотношения черно-сините тифози са с поддръжниците на „Варезе“, „Валенсия“ и най-вече „Лацио“. Връзката с „лациалите“ е най-важна и най-здрава и датира от 80-те, като отговор на подкрепата между „Рома“ и „Милан“ (впоследствие прекъсната). Най-големите примери в това отношение са финалът за УЕФА през 1998 г. и мачът на „Олимпико“ през 2002 г., когато фенове на „Лацио“ издигат трансперанти с надписи, че пожелават на „Интер“ да спечели скудетото.

## Отбор

### Настоящ състав
Към 18 юли 2025 г.

### Школа
Младежкия отбор (до 20 години) на „Интер“ се нарича „Интер Примавера“ (Inter Primavera). Треньор e Стефано Веки. Седем пъти са шампиони на Италия (чиято купа носи името на легендарния футболист на „Интер“ Джачинто Факети) и пет пъти издигат Копа Италия Примавера. Едни от най-известните имена, излезли от черно-синята школа, са:
| - Марио Балотели - Джузепе Барези - Мауро Белуджи - Джузепе Бергоми - Роберто Бонинсеня - Матия Дестро - Леонардо Бонучи - Марко Делвекио | - Джачинто Факети - Рикардо Фери - Обафеми Мартинс - Сандро Мацола - Габриеле Ориали - Горан Пандев - Давиде Сантон - Валтер Дзенга |

### Значими футболисти
Футболистите, прекарали цялостната си професионална кариера в „Интер“, са: Пиеро Кампели, Емано Аеби, Армандо Кастелаци, Джачинто Факети, Сандро Мацола и Джузепе Бергоми.
Оттеглени номера на фланелките в „Интер“:
- 3 –  Джачинто Факети, ляв защитник, 1960 – 1978 (посмъртно). Номерът е изваден от употреба на 8 септември 2006 г. Последният футболист, носил номера, е аржентинският централен защитник Николас Бурдисо, който взима фланелката с номер 16 за останалата част от сезона.[64]
- 4 –  Хавиер Санети, дефанзивен халф, изиграл 858 мача за „нерадзурите“ между 1995 и неговото оттегляне от футбола през лятото на 2014 г. Президентът на отбора Ерик Тохир потвърждава, че номерът на Санети е изваден от употреба в негова чест.[65][66]

### Треньор
На 24 юни 2011 г. на официалната уеб страница на „Интер“ е публикувана новината, че новият наставник на клуба се казва Джан Пиеро Гасперини. Той подписва двугодишен договор с клуба, като в спортно-техническия щаб на клуба не са предприети други промени. Помощник-треньор продължава да бъде Джузепе Барези.
Новите футболисти, които Гасперини привлича, са Андреа Поли – млад италиански национал, Диего Форлан – най-добър футболист и голмайстор с 5 гола на изминалото световно първенство, носител на Копа Америка, а в последния ден от трансферния прозорец пристига и Мауро Сарате – аржентински национал. Противно на очакванията отборът на „Интер“ не постига очакваните резултати и записва серия от негативни резултати във всичките състезания, в които участва. След загуба с 3:1 от новака в Серия А – „Новара“ Джампиеро Гасперини е освободен от длъжност. На 22 септември за треньор на клуба е представен Клаудио Раниери След него, също без никакъв успех, идва Андреа Страмачони, а на 24 май 2013 г. Валтер Мадзари подписва двугодишен договор с „Интер“.

### Президент
На 25 февруари 1995 г. Масимо Морати е обявен за собственик и президент на ФК „Интер“. Масимо е нефтен магнат и е четвъртият син на легендарния президент на „Интер“ през 60-те години – Анджело Морати. Той е собственик на компанията за дистрибуция на петролни продукти „Сарас“. Десет процента от акциите са притежание на спонсора – производителя на гуми Пирели. Под неговото управление „Интер“ печели една Купа на УЕФА (1998), пет шампионски титли в Серия А (2006, 2007, 2008, 2009, 2010), три Купи на Италия (2005, 2006, 2010) и три Суперкупи на Италия (2005, 2006, 2008), както и Шампионската лига (2010). В стремежа си да издигне „Интер“ на европейския връх до 2008 г. Масимо Морати изразходва за трансфери около 300 млн. щатски долара. В това отношение заема второ място в света след собственика на „Челси“ Роман Абрамович. Сменя редица старши треньори, сред които е и Жозе Моуриньо. През юли 1999 г. Морати подобрява тогавашния световен рекорд на трансферния пазар, като закупува за рекордните 48 млн. евро голмайстора Кристиан Виери. Сред многобройните му скъпи трансфери са още Роналдо, Адриано, Ернан Креспо, Златан Ибрахимович, Луиш Фиго, Хулио Крус, Патрик Виейра, Николас Бурдисо и Хуан Себастиан Верон. Най-значимият трансфер на Морати остава неговата първа покупка – аржентинският защитник Хавиер Санети, който до 2014 г. е в отбора и олицетворява управлението на Масимо. През октомври 2013 г. 70% от акциите на клуба са купени от индонезийския милионер Ерик Тохир.

## Отличия и рекорди
От първото участие на „Интер“ в италианския шампионат през 1909 г. „нерадзурите“ винаги играят в най-висшия италиански футболен ешелон. „Черно-сините“ завършват на първо място 19 пъти, на второ място – 13 пъти и на трето – 16 пъти. Това означава, че „Интер“ финишира на подиума в 60% от случаите.
Най-голямата победа в първенството за „Интер„ датира от 10 януари 1915 г., когато побеждава отбора на Виченца с 16:0, докато най-голямата загуба – 1:9 е нанесена от „Ювентус“ на 10 юни 1961 г.
Италианският прима шампионат е наречен с името „Серия А“ през 1929 г., а „Интер“ е отборът, който печели първия сезон на турнира. „Интер“ също така е единственият отбор, който участва във всички проведени издания на „Серия А“.
През 1965 г. „Интер“ става първият италиански отбор, спечелил Скудето, КЕШ и Междуконтинентална купа (требъл).
В края на сезон 1988/89 „Интер“ събира 58 точки от 68 възможни (85,29%) – рекорд, който е неподобрен.

### Национални
„Интер“ е един от най-успешните футболни клубове в Италия и света. Той е шампион на страната общо 19 пъти (втори по брой), като в периода от 2006 до 2010 г. печели пет последователни скудети. Десетата национална титла, даваща право на „Златна звезда за спортни заслуги“, идва през 1966 г. С това „Интер“ става втория отбор в Италия след „Ювентус“, който има правото да „окачи“ това признание на емблемата и екипите си. „нерадзурите“ имат 9 трофея на Копа Италия на витрината си, два от които са спечелени последователно – през 2005 и 2006 г. (национален рекорд, споделен още с „Ювентус“, „Милан“, „Сампдория“ и „Рома“). През сезон 2009/10 под ръководството на португалския специалист Жозе Моуриньо „Интер“ става първият италиански отбор завоювал „Златен требъл“, състоящ се от спечелването на титлата в местното първенство, купата на страната и Шампионската лига.
- Шампион на Италия: 20 пъти: 1909/10, 1919/20, 1929/30, 1937/38, 1939/40, 1952/53, 1953/54, 1962/63, 1964/65, 1965/66 
 1970/71, 1979/80, 1988/89, 2005/06, 2006/07, 2007/08, 2008/09, 2009/10, 2020/21, 2023/24
- Купа на Италия: 9 пъти: 1939, 1978, 1982, 2005, 2006, 2010, 2011, 2022, 2023
- Суперкупа на Италия: 8 пъти: 1989, 2005, 2006, 2008, 2010, 2021, 2022, 2023

### Международни
Спечелените девет международни купи правят „Интер“ третият отбор в Италия (след „Ювентус“ и „Милан“) и осмият в Европа по брой спечелени турнири. През 1964 г. „нерадзурите“ стават първият италиански клуб, спечелил Междуконтиненталната купа, а през 1998 г., когато идва и третата Купа на УЕФА, „Интер“ става рекордьор по победи в турнира заедно с „Ювентус“, „Ливърпул“ и „Севиля“.
- КЕШ (Шампионска лига): 3 пъти: 1963/64, 1964/65, 2009/10
- Купа на УЕФА: 3 пъти: 1990/91, 1993/94, 1997/98
- Междуконтинентална купа / Световен клубен шампион: 3 пъти: 1964, 1965, 2010
- Международна купа на шампионите: 1 път: 2017

### Индивидуални
В над стогодишната история на ФК „Интер“ над 800 футболиста обличат черно-синята фланелка, повечето от които са италианци. Към най-открояващите се италиански национали спадат: Вирджилио Фосати – първият капитан и същевременно треньор на отбора, Луиджи Чевенини, Джузепе Меаца – футболният символ на „Интер“ и Италия през 20-те и 30-те години, двукратен световен шампион с националния отбор, човекът на когото е кръстен стадионът в Милано. През 60-те години идва ред на Джачинто Факети – един от символите на „Великия Интер“, първият в историята защитник, който прави пробиви в атака и бележи голове, първият и единствен футболист, в чест на когото клубът на „Интер“ оттегля номер на фланелка (тази с номер 3). Към него задължително се добавят и Сандро Мацола, Армандо Пики, Тарчизио Бурнич, Анджело Доменгини и Марио Корсо, като всички с изключение на Пики и Корсо, са европейски шампиони през 1968 г., а на Световното първенство по футбол през 1970 г. стават вицешампиони. След затварянето на границите през 70-те години с екипа на „Интер“ блесват играчи като Роберто Бонинсеня, Габриеле Ориали, Еваристо Бекалоси и Грациано Бини. В следващото десетилетие идва ред на Алесандро Алтобели – един от най-ефективните и резултатни нападатели в историята на италианския футбол, Валтер Дзенга – наричан „Човекът-паяк“, в три поредни години избиран за най-добър вратар на годината, поставил рекорд (неподобрен) от 518 минути без допуснат гол на световно първенство, Джузепе Бергоми – рекордьорът по брой мачове за „Интер“, трикратен носител на купата на УЕФА. В последните години „Интер“ се свързва с името на Марко Матераци, четирикратен шампион на Италия, който има главна заслуга за спечелването на световното първенство по футбол през 2006 г.
Докато се състезават за „Интер“, 14 футболисти са световни шампиони с националния отбор на Италия (1934: Алеманди, Кастелаци, Демариа, Меаца, Серантони, Черезоли; 1938: Джовани Ферари, Меаца, Локатели, Ферарис; 1982: Алтобели, Бергоми, Бордон, Марини, Ориали; 2006: Матераци). Сред чуждестранните играчи, които печелят мондиала, са: немското трио Андреас Бреме, Лотар Матеус и Юрген Клинсман на Световно първенство по футбол 1990 г., Юри Джоркаеф – шампион с Франция през 1998 г. и бразилецът Роналдо – световен шампион през 2002 г.
Интеристите, спечелили Европейското първенство, са седем на брой: Бургнич, Доменгини, Мацола и Факети (Италия, 1968), Луис Суарес (Испания, 1964), Лоран Блан (Франция, 2000) и Йоргос Карагунис (Гърция, 2004).
| Голмайстори на Серия А      |    |                                 | Рекордьори по мачове |  |
| --------------------------- | -- | ------------------------------- | -------------------- |  |
| 1926/27: Антон Поволни      | 22 | 1995 – 2014: Хавиер Санети      | 858                  |  |
| 1929/30: Джузепе Меаца      | 31 | 1980 – 1999: Джузепе Бергоми    | 758                  |  |
| 1935/36: Джузепе Меаца      | 25 | 1961 – 1978: Джачинто Факети    | 634                  |  |
| 1937/38: Джузепе Меаца      | 20 | 1961 – 1977: Сандро Мацола      | 565                  |  |
| 1948/49: Ищван Ниерш        | 26 | 1977 – 1992: Джузепе Барези     | 559                  |  |
| 1958/59: Антонио Анджелило  | 33 |                                 |                      |  |
| 1964/65: Сандро Мацола      | 17 | Рекордьори по голове            |                      |  |
| 1970/71: Роберто Бонинсеня  | 24 | 1927 – 1947: Джузепе Меаца      | 288                  |  |
| 1971/72: Роберто Бонинсеня  | 22 | 1977 – 1988: Алесандро Алтобели | 209                  |  |
| 1988/89: Алдо Серена        | 22 | 1969 – 1976: Роберто Бонинсеня  | 171                  |  |
| 2002/03: Кристиан Виери     | 24 | 1912 – 1927: Луиджи Чевенини    | 158                  |  |
| 2008/09: Златан Ибрахимович | 25 | 1961 – 1977: Сандро Мацола      | 158                  |  |

## Интер като компания
През 1995 г., когато встъпва в длъжност президент на „Интер“, Масимо Морати притежава 90% от акциите на клуба, 5,3% са собственост на семейство Джулиани, 4,2% на Пирели, а останалите 0,5% са притежание на стотици по-дребни акционери. На 15 октомври 2013 г. 70% от акциите на Футболен клуб „Интернационале Милано“ СпА стават собственост на индонезийската ИСК (Интернешънал Спортс Капитал), чийто индиректен собственик е Ерик Тохир.
За периода 1995 – 2010, когато президент е Масимо Морати, загубите на клуба възлизат на 1,235 милиарда евро, като 770 са покрити от акционерите, а останалите 463 милиона са в дълг. Лично Морати осигурява около 750 млн. евро. Според доклад на „Делойт“ през 2013 г. „Интер“ заема дванадесето място в Европейската клубна листа, като приходите на клуба възлизат на 185,9 млн. евро. „Интер“ е член на Асоциацията на европейските клубове, която представлява интересите на водещите европейски клубове.
- Почетен президент: Масимо Морати
- Вицепрезидент: Хавиер Санети

През 2015 г. Интер и Рома са единствените два италиански клуба, които са санкционирани от УЕФА поради нарушаване на разпоредбите за финансов феърплей, като са последвани от Милан, на когото веднъж е забранено да участва в европейските турнири през 2018 г. Като пробация, за да избегне по-нататъшна санкция, Интер се съгласява да има три години съвкупна рентабилност от 2015 до 2018 г., като сезон 2015/16 може да има нетна загуба от максимум 30 милиона евро, последвана от рентабилност през сезон 2016/17 и след това. Интер също е глобен с 6 милиона евро плюс допълнителни 14 милиона евро пробация.
Интер също прави финансов трик на трансферния пазар в средата на 2015 г., при който Стеван Йоветич и Жоао Миранда са подписани с временни сделки плюс задължение да подпишат директно през 2017 г., което прави цената им по-малка в периода на наема. Освен това, въпреки сериозните инвестиции в нови попълнения, а именно Жофри Кондогбия и Иван Перишич, които потенциално увеличават разходите за амортизация, Интер също продава Матео Ковачич за 29 милиона евро, правейки неочаквана печалба.
На 21 април 2017 г. Интер обявява, че тяхната нетна загуба от сезон 2015/16 е в рамките на допустимата граница от 30 милиона евро. Въпреки това, на същия ден УЕФА също обявява, че намаляването на броя футболисти на Интер в европейските състезания все още няма да бъде премахнато поради частично изпълнение на целите в споразумението. Същото съобщение е направено от УЕФА през юни 2018 г. въз основа на финансовите резултати на Интер за сезон 2016/17.
През февруари 2020 г. Интер съди Мейджър Лийг Сокър (MLS) за нарушаване на търговска марка, твърдейки, че терминът „Интер“ е синоним само на клуба и на никой друг.

### Спонсори
| Генерални   |             |
| Ино Хит     | 1981 – 1982 |
| Мисура      | 1982 – 1991 |
| ФитГар      | 1991 – 1992 |
| Фиоручи     | 1992 – 1995 |
| Пирели      | 1995 – 2021 |
| Socios.com  | 2021 – 2022 |
| DigitalBits | 2022 – 2023 |
| Paramount+  | 2023 –      |

## Интер в обществото
Като един от най-големите клубове в Италия „Интер“ има своето място в местното общество. На 3 януари 1954 г. „Интер“ – „Палермо“ става първият футболен мач, излъчен по националната държавна телевизия Rai. „Интер“ се споменава в редица филми и песни.
През 60-те „Интер“ става първият отбор в света, който пуска в продажба сезонни билети, а през 1995 г. – първият италиански отбор с официална уеб страница, която за 15 години се превръща в най-популярна сред футболните сайтове и втора по посещаемост в Италия изобщо като спортна страница.
На 20 септември 2000 г. клубът стартира Канал „Интер“ (Inter Channel), където се излъчват ексклузивни интервюта с футболисти на отбора, хора от щаба, преки предавания с мачовете на „Интер“, както и архивни такива.
През 1996 г. по инициатива на Масимо Морати е създаден „Интер Кампус“ (Inter Campus) – организация, която помага на децата в неравностойно положение, а също така и на деца от неразвитите райони на света. „Интер Кампус“ провежда мероприятия и на територията на България. Към 2010 г. организацията е активна в 22 страни, има над 200 служители и е подпомогнала близо 10 000 деца.

### Отборът в масовата култура на Италия
Първият филм, в който се говори за „Интер“, е „Милано – милиардер“ (Milano miliardaria) (1951) на Марчело Маркези и Виторио Мец, в който се разказва историята на привърженик на „Интер“. Други препратки към клуба могат да бъдат открити в поредицата от италиански комедии от 80-те години, фокусирани върху футбола и запалянковците, като „Наисссттина... изключително“ (Eccezzziunale ... veramente) (1982), „Пауло Роберто Котекиньо, централен нападател“ (Paulo Roberto Cotechiño centravanti di sfondamento) (1983), „Обърканият треньор“ (L'allenatore nel pallone) (1984) и „Дайте ме на съд“ (Mi faccia causa) (1984). През 90-те години и в началото на 21 век излизат филми, като „Трима мъже и един крак“ (Tre uomini e una gamba) (1997), „Радиострелка“ (Radiofreccia) (1998), „Запалянковци“ (Tifosi) (1999), „Познаваш ли Клавдия?“ (Tu la conosi Claudia?) (2004), „Космосът върху скрина“ (Il cosmo sul comò) (2008) и „Наиссстттина... изключително, глава втора“ (Eccezzziunale... verramente, capitolo secondo), всички съдържащи различни препратки към „Интер“.
„Интер“ се споменава в пиесата на Паоло Роси „Възхвала на Еваристо Бекалороси“ (Lode a Evaristo Beccalorossi) (1992), в която едноименният играч на „нерадзурите“ е иронично възхваляван.
В телевизионния контекст тимът на „Интер“ се споменава в няколко скеча на комедийното трио „Алдо, Джовани и Джакомо“ (Aldo, Giovanni & Giacomo), излъчени през 1990-те години в предаването „Никога не казвай Гол“ (Mai dire Gol), през 2000-те от комедийния дует „Фикара и Пиконе“ (Ficarra e Picone) в шоуто „Дзелиг“ (Zelig), както и в два ситкома: „Мъжът майка“ (Il mammo) и Love Bugs.
„Интер“ е основната тема на книжната поредица от 2000 и 2010 г. на Бепе Севернини (Beppe Severgnini) като напр. „Безкрайни интеризми“ (Infiniti Interismi). Препратки към „Интер“ има и в няколко италиански броя на Мики Маус (Topolino) (първият от които през 1976 г.), и в две продължения на японската манга „Капитан Тсубаза“ (Capitan Tsubasa), както и в производните им аниме.
В музикалната сфера към „нерадзурите“ препратки има в песни като „Бяхме 100 хиляди“ (Eravamo in 100.000) (1968) на Адриано Челентано, „Онези, които...“ (Quelli che ...) (1975) на Енцо Яначи, „Имаш ли един момент, Господи?“ (Hai un momento, Dio?) (1995) на Лучано Лигабуе и Out of the hype (2019) на Пингуини Татичи Нуклеари. „Светлини на Сан Сиро“ (Luci a San Siro) (1971) на Роберто Векиони, макар и да не се споменава директно „Интер“, представлява идеална почит към отбора.
По случай честванията за 110-годишнината на „Интер“, на 19 март 2018 г. официално е представен InterWall – стенопис, изобразяващ някои от най-представителните играчи и моменти в историята на клуба. Творбата е създадена от клуба в сътрудничеството с Mediaset Premium на фасадата на сграда в миланския квартал „Изола“ (quartiere Isola).

## Свързани отбори
- ФК „Дзянсу“

## Български футболисти
- Димитър Макриев: 2003 - (0 мача - 0 гола)